# Põhja-Pärnumaa
Põhja-Pärnumaa è un comune rurale dell'Estonia meridionale, nella contea di Pärnumaa.

## Località
Oltre al capoluogo, il comune comprende i tre borghi (in estone alevik) di Pärnu-Jaagupi, Tootsi e Vändra e 86 località (in estone küla): Aasa, Allikõnnu, Altküla, Aluste, Anelema, Arase, Eametsa, Eense, Eerma, Enge, Ertsma, Halinga, Helenurme, Kaansoo, Kablima, Kadjaste, Kaelase, Kaisma, Kalmaru, Kangru, Kergu, Kirikumõisa, Kobra, Kodesmaa, Kõnnu, Kose, Kullimaa, Kuninga, Kurgja, Langerma, Leetva, Lehtmetsa, Lehu, Libatse, Loomse, Luuri, Lüüste, Mädara, Mäeküla, Maima, Massu, Metsavere, Metsaküla, Mõisaküla, Mustaru, Naartse, Oese, Oriküla, Pallika, Pärnjõe, Pereküla, Pitsalu, Pööravere, Rae, Rahkama, Rahnoja, Rätsepa, Reinumurru, Roodi, Rõusa, Rukkiküla, Säästla, Salu, Samliku, Sepaküla, Sikana, Sohlu, Sõõrike, Soosalu, Suurejõe, Tagassaare, Tarva, Tõrdu, Tühjasma, Ünnaste, Vahenurme, Vakalepa, Vaki, Valistre, Vee, Venekuusiku, Veskisoo, Vihtra, Viluvere, Võidula, Võiera.